# ناچوز
ناچوز (به اسپانیایی: Nachos) یا ناچُس یکی از غذاهای مکزیکی موسوم به تکس‌مکس (Tex-Mex) از شمال مکزیک است که از تراشه‌های تورتیلای گرم یا نان  توتوپوس پوشیده از پنیر ذوب شده (یا یک سس برپایه پنیر) تشکیل شده‌است. ناچوز اغلب به عنوان میان‌وعده یا اشتها آور سرو می‌شود. انواع پر زحمت درست شدهٔ این غذا شامل مواد تشکیل دهندهٔ دیگری است که ممکن است به اندازه کافی برای یک غذای اصلی تبدیل شود. ایگناسیو آنیا این غذا را در سال ۱۹۴۱ برای مشتریان رستورانVictory Club در Piedras Negras, Coahuila معرفی کرد. ناچوز اصلی شامل تراشه‌های تورتیلای ذرت سرخ شده و پوشیده از پنیر ذوب شده همراه با فلفل‌های هالپینو خرد شده بود.

## مواد رایج
- لوبیای سیاه، لوبیا پیتو یا لوبیای سرخ شده
- فلفل کان کوزو یا کان کورنه (خوراک لوبیای پرادویه Chili con carne)
- گشنیز
- تره یا پیازچه
- گوشت، معمولاً گوشت گاو خرد شده، استیک خرد شده، مرغ، چوریزو یا  کارن آساد. گاهی اوقات بیکن، فلفل، گوشت گاو ذرت یا اسپم
- گواکاموله
- هالپینو یا سایر فلفلها یا سس تند
- کاهو
- لیمو
- زیتون
- پیاز
- سیر
- ترشی یا ش[ نیاز به استناد ][ نیاز به استناد ]ور [نیازمند منبع]
- پیکو دو گالو یا سس سالسا
- خامه ترش
- سس رانش
- گوجه فرنگی

## نگارخانه

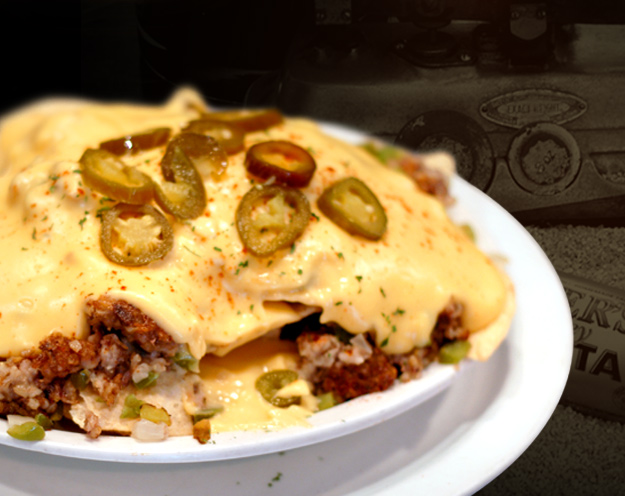
ناچوز
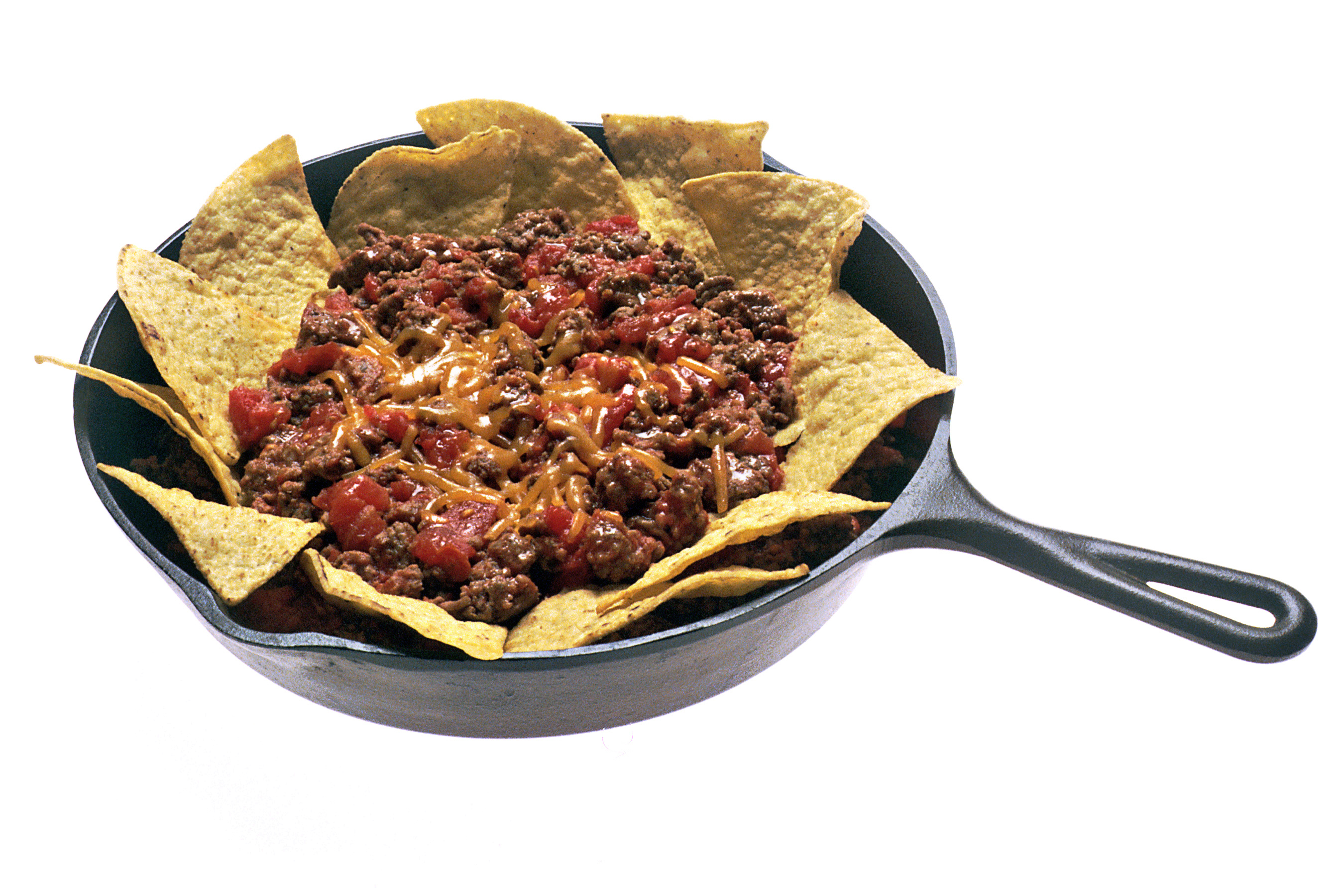
ناچوز با گوشت گاو، لوبیا و پنیر
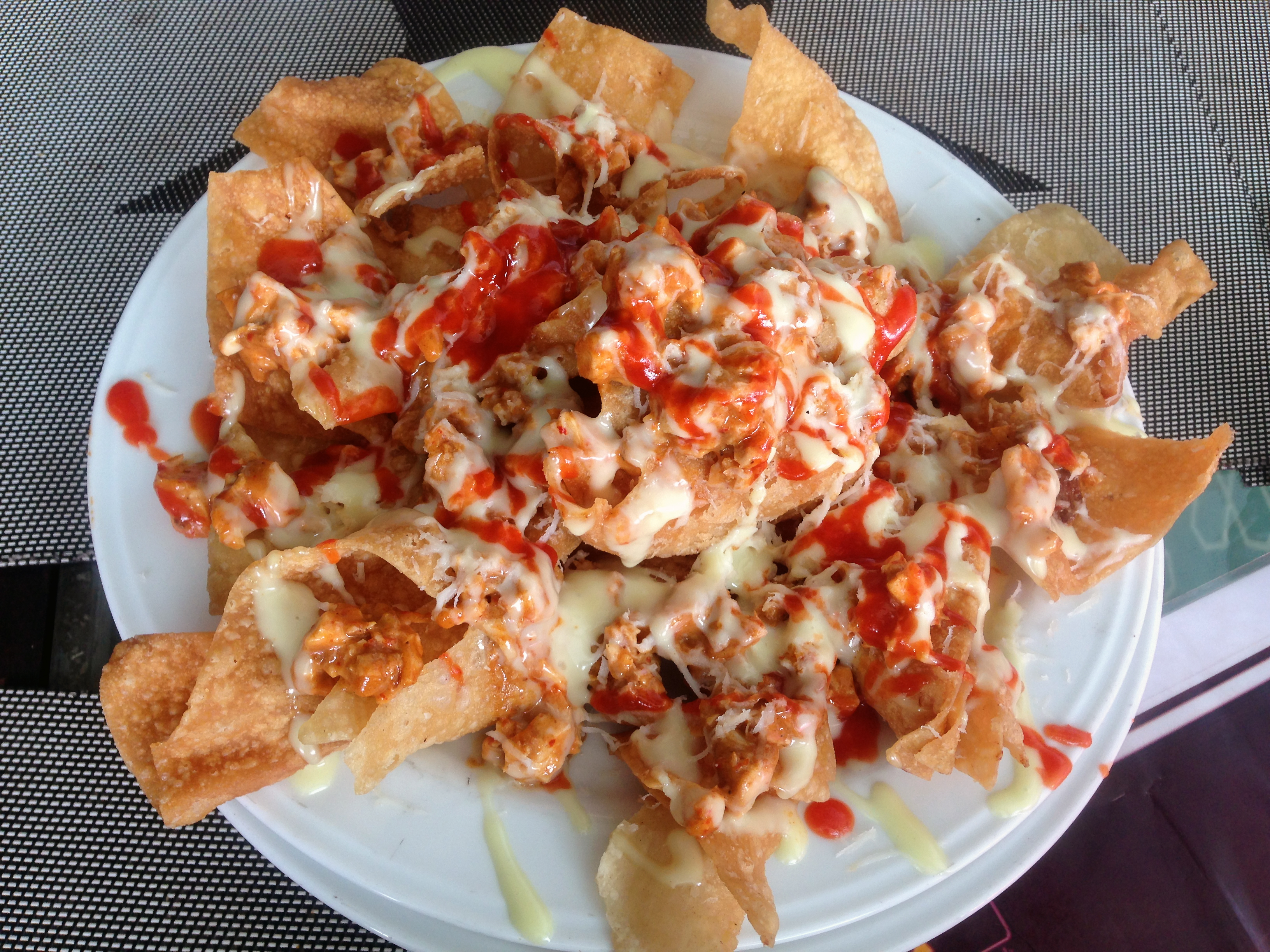
ناچوز با پنیر ناچو و سس گوجه فرنگی
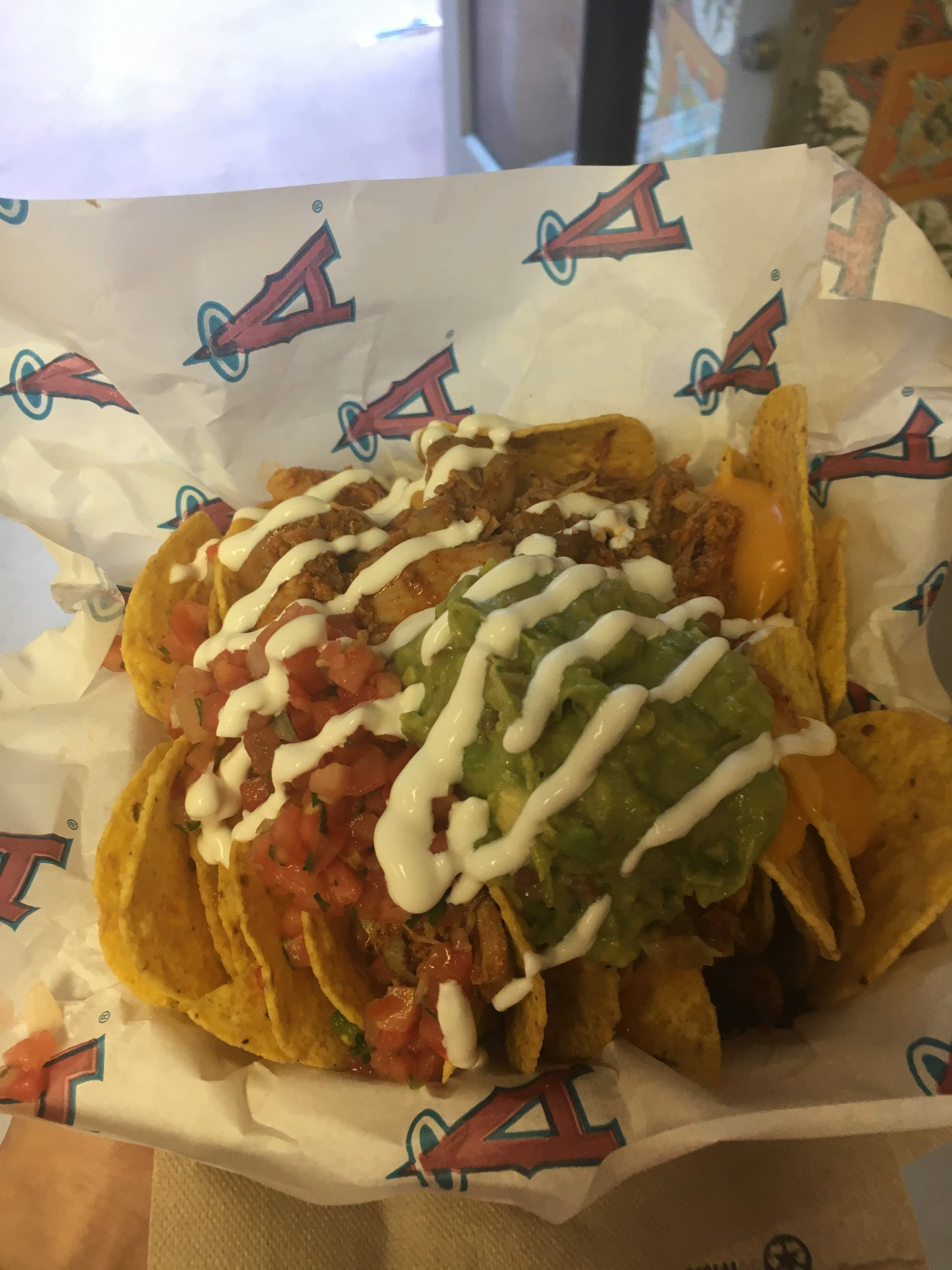
ناچوز با پنیر، مرغ، پیکو د گالو، خامه ترش و گواکاموله